# Szent Godfréd
Amiensi Szent Godfréd (franciául: Geoffroy d'Amiens) (Moulincourt Soissons közelében, 1066 – Soissons, 1115) szentként tisztelt római katolikus szerzetes, amiens-i püspök.

## Élete
Godfréd 1066-ban született Moulincourt-ban, egy nemes polgár, Frodon családjából, mint harmadik gyermek. Édesanyja korán meghalt, ezután apja úgy döntött, hogy a gyermekét – a kor szokásai szerint kora ifjúkorban – beadja a bencések közé, hogy később szerzetes legyen belőle. Nagybátyja, a soissonsi püspök támogatásával kezdte meg szerzetesi életét. Ötévesen lépett be a Mont-Saint-Quentin-i kolostorba, ahol keresztapja, Godefroid volt az apát.
Fogadalmai letétele után huszonöt évesen szentelte pappá Radbod II Noyon püspök. 1096-ban kinevezték a Coucy-le-Château-Auffrique közelében álló, romos állapotú Nogent-sous-Coucyi kolostor apátjává. Megérkezésekor összesen hat szerzetes élt a kolostorban, melyet rövidesen felvirágoztatott. 1097-ben felajánlották neki a Saint-Remi apátság vezetését, de ő méltatlanságra hivatkozva visszautasította, ahogy a reimsi püspökséget is.
1104-ben I. Fülöp francia király és a koronatanács felkérésére – méltatlansága hangsúlyozása mellett – elfogadta az amiensi püspökséget. A király elsősorban jó üzleti érzéke miatt választotta őt. Püspöki tevékenysége során szigorúan megkövetelte a papi nőtlenség betartását egyházmegyéjében, ezért sok támadás érte, sőt volt, hogy az életére törtek.
1114-ben lemondott hivataláról, s egy karthauzi kolostorba vonult, hogy élete további részét vezeklésben töltse le. Egyházmegyéjébe viszont néhány hónapon belül visszahívták, s a visszatérés során egy Soissons melletti kolostorban érte a halál 1115-ben, feltételezhetően november 8-án.
Szentté avatásának időpontját nem ismerjük, ünnepét az egyház november 8-án tartja. Sírja az Notre-Dame-székesegyházban van, Amiensben.

## Fordítás
- Ez a szócikk részben vagy egészben  a   Godfrey of Amiens című angol Wikipédia-szócikk fordításán alapul.  Az eredeti cikk szerkesztőit annak laptörténete sorolja fel. Ez a jelzés csupán a megfogalmazás eredetét és a szerzői jogokat jelzi, nem szolgál a cikkben szereplő információk forrásmegjelöléseként.